# Cumae
Cumae (görögül: Kümé; olaszul: Cuma) egy ókori görög település a mai Olaszország Campania régiójában, Nápolytól északnyugatra.

## Története
Feltehetően i. e. 8. században alapították görög telepesek akik az Euboia szigeti Cumából és Khalkiszból érkeztek a vidékre. Eusebius, ókeresztény író szerint a város i. e. 1050-ben alapították. Neve a görög kymé szóból ered, melynek jelentése hullám.
Cumae volt az első görög kolónia az Appennini-félszigeten, Magna Graeciában. Az Ischia és Szicília szigetein lévő korábbi kolóniákat szintén Cumából és Khalkiszból származó telepesek alapították. A város hírnevét elsősorban a cumai szibüllának köszönheti. Szentélye ma is látható. Cumaen keresztül honosodott meg Itáliában a Cumaei ábécé, melyet a későbbiekben átvettek a rómaiak is. A kolónia az i. e. 6 században a vidék legbefolyásosabb városa volt, fennhatósága alá került Puteoli, Misenum majd később Neapolis is. A cumaei görögök fennhatósága ellen a capuai etruszkok lázadást szerveztek, szövetkezve a vidék többi őslakos nemzetével. I. e. 524-ben a cumaiak Arisztodémusz vezetésével leverték a felkelőket. A cumai és a szürakúzai közös flotta i. e. 474-ben elsöprő vereséget mért az etruszkokra. A római köztársaság megalapítása után Lucius Tarquinius Superbus a városban élt száműzetésben. A kolóniát egy sziklára építették, mely tengerparti oldalába a második világháború során a német csapatok bunkert építettek és ágyúkat telepítettek. A római mitológia szerint a Cumae melletti Avernusban található az alvilág egyik bejárata, amelyet Aeneas használt. A 17. század elején a környéken lakó földművesek találtak rá a város romjai között az első szobrokra. A rendszeres feltárások csak a 19. század második felében vettek nagyobb lendületet.
Az 1912-ben elkezdett nagyméretű ásatások során felszínre kerültek az akropolisz, a Szibülla-szentély, a Zeusz-templom stb. romjai.

## Cumae ma

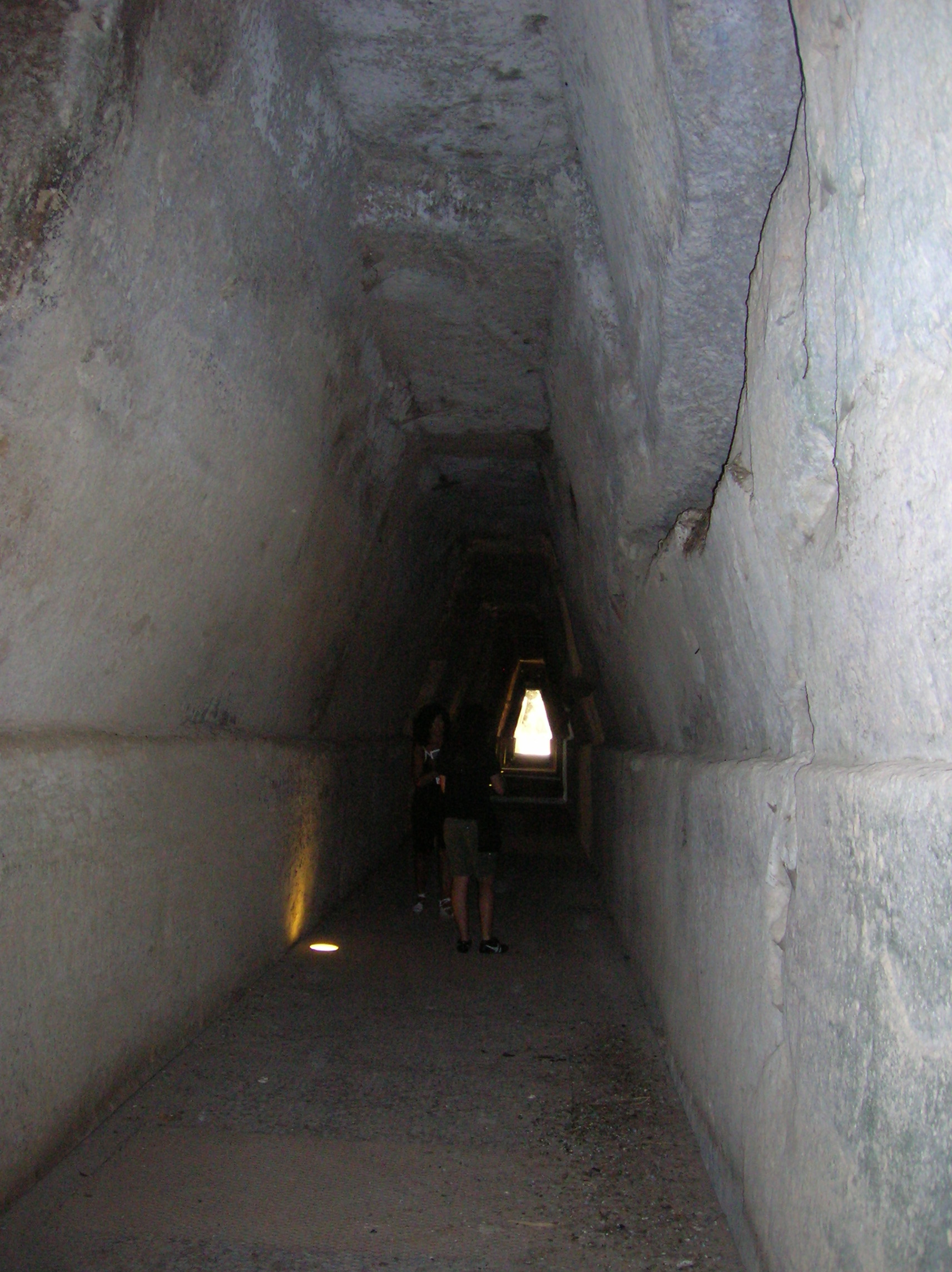
A Szibülla-szentély

Az ókori település területén ma két község, nagyobb részben Pozzuoli, kisebb részben Bacoli osztozik.
Az antik város fő látnivalói:
- az akropolisz és a Zeusz-templom romjai
- az Apollón-templom a cumaei akropoliszra vezető Via Sacra alsó részén, az akropolisz alsó teraszán épült. Az 1912-es nagyméretű régészeti ásatások során egy oszk feliratot találtak, mely a tisztelt istenség nevét is tartalmazta. Az i.e. 5 században épült templomból csak a terméskőből épült alap maradt meg, ez valószínűleg egy még korábban itt álló templom helyére épült. A templom oszlopalapzatai és a talpak már Augustus császár idejéből származnak, amikor keleti oldala elé egy porticust is építettek. A pillércsarnokok viszont a 6-7. századi átépítések bizonyítékai. Ugyanitt a padozatba mélyítve több mint száz ókeresztény síhelyet találtak. A régi templom alapfalain kívül kiásták még egy nyolcszögletű épület alapfalait is, mely valószínűleg egy keresztelőkápolna lehetett. A görög korból való a templomon kívül eső félköríves épület és egy ovális alakú, terméskőből épült ciszterna is. Az alsó terasz többi romja később épített magánházakból vagy az erődítményfalból maradt meg.
- a Szibülla-szentély nyílása közvetlen az akropolisz kapuja alatt kezdődő kis út végén van. Csak 1932-ben találtak rá, Vergilius és egy 4. századi ismeretlen költő leírásai alapján. A szentély tulajdonképpen egy hatalmas, 131 méter hosszú folyosó, több hozzá csatlakozó fülkével. A folyosó keresztmetszete lecsapott hegyű, fordított V alakú. Magassága 5 méter, legnagyobb szélessége 2,5 méter. A folyosóban egymástól egyforma távolságban 6 hasonló keresztmetszetű fülke van, amelyek egyik vége nyitott és a tengerre néz. Felettük kútszerű nyílás vezet a folyosó feletti felszínre. A folyosó közepe tájától kezdve csak a tengerrel szemben fekvő oldalon nyílnak fülkék. Ezeket mélyebbre vágták és a rómaiak a későbbiekben ciszternákká alakították át őket. A fülkék előtti falakban lyukak láthatók, melyekbe valószínűleg ajtók vagy függönytartók álltak. A folyosó legvégén levő, nagyobb, dongaboltozatos terem magasabb. Ebből három fülke nyílik. Ezt a termet találta meg először egy helybéli földműves, aki a terem folyosó felőli bejáratát befalazta és e helyiségben tárolta boroshordóit. Így a szentély borospince volt egészen a legutóbbi időkig, amikor innen kiindulva tárták fel a szentélyfolyosót. A szentélyt 1932-ben a neves régész Amedeo Maiuri tárta fel.
- a római alagút közvetlenül a Szibülla-szentély mellett, az akropolisz aljában nyílik. 1925-ben találták meg és azt hitték, hogy a jósnő barlangjára leltek. A későbbiekben azonban bebizonyosodott, hogy a Grotta di Cocceióhoz hasonló, katonai célokat szolgáló alagútról van szó. Részben sziklába vájt, részben pedig magasan felfalazott hosszú helyiség, amelynek teteje az idők folyamán beszakadt. A 23 méter magas előcsarnoka a Szibülla-szentély bejáratának szintjén van, ahonnan egy lejárat vezet az alagúthoz, mely 180 méter hosszan áthalad a hegy alatt. Kijárata a Grotta di Cocceióval szemben van, a Monte Grillo oldalában. A Cocceius-féle alagúttal egy időben épülhetett, az i.e. század utolsó felében. Az alagútból sziklába vájt fülkék nyílnak és a benne levő vízvezeték-maradványok arra utalnak, hogy a rómaiak víztározóként is használták, akárcsak a Bacoliban található Piscina Mirabilist. Az alagút végén a falakon bevésett keresztény jelképek láthatók, amelyek arra utalnak, hogy temetkezési helyül is használták.